# Edith Bosch
Edith Bosch (née le 31 mai 1980 au Helder est une judokate néerlandaise évoluant dans la catégorie des moins de 70 kg, poids moyens. Trois fois médaillée aux Jeux olympiques, l'argent en 2004 et le bronze en 2008 et 2012, elle remporte trois médailles aux championnats du monde, dont un titre en 2005 et sept médailles aux championnats d'Europe, dont quatre titres en 2004, 2005, 2011 et 2012.

## Palmarès

### Compétitions internationales
| Année | Compétition           | Lieu         | Résultat |
| ----- | --------------------- | ------------ | -------- |
| 2002  | Championnats d'Europe | Maribor      | 2e       |
| 2003  | Championnats du monde | Osaka        | 3e       |
| 2004  | Championnats d'Europe | Bucarest     | 1re      |
| 2004  | Jeux olympiques       | Athènes      | 2e       |
| 2005  | Championnats d'Europe | Rotterdam    | 1re      |
| 2005  | Championnats du monde | Le Caire     | 1re      |
| 2007  | Championnats d'Europe | Belgrade     | 3e       |
| 2008  | Jeux olympiques       | Pékin        | 3e       |
| 2009  | Championnats d'Europe | Tbilissi     | 3e       |
| 2011  | Championnats d'Europe | Istanbul     | 1re      |
| 2011  | Championnats du monde | Paris        | 2e       |
| 2012  | Championnats d'Europe | Tcheliabinsk | 1re      |
| 2012  | Jeux olympiques       | Londres      | 3e       |